# بودلف
بودُلَف، در شاهنامه نام راوی شاهنامه است که شاهنامه را روایت می‌کرد. او به همراه علی دیلم که کاتب شاهنامه ابومنصوری بود، ظاهراً از این کار خود مزدی هم دریافت می‌کرده‌اند.
فردوسی در بیت زیر، از بودلف، چنین یاد کرده‌است:
| در این نامه از نامداران شهر |  | علی دیلم و بودلَف راست بهر |